# Sharel Cassity

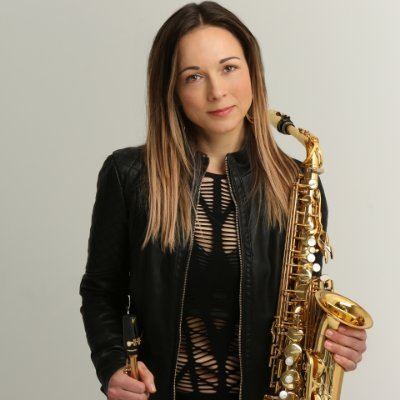
Sharel Cassity, 2020

Sharel Cassity (* 10. Februar 1978 in Iowa City, Iowa) ist eine US-amerikanische Jazzmusikerin (Alt-, Tenor- und Sopransaxophon, Flöte).

## Leben und Wirken
Cassity, die indigene Wurzeln hat, erhielt mit acht Jahren ihr erstes Saxophon. Die Highschool besuchte sie in Yukon, Oklahoma. Sie studierte zunächst im Jazzprogramm der University of Central Oklahoma, bevor sie 2000 nach New York zog. Dort erhielt sie ihren Bachelor an der New School of Jazz and Contemporary Music bei Vincent Herring und Steve Wilson. Dann führte sie ab 2005 ihre Studien an der Juilliard School fort. 2008 legte sie ihr Debütalbum Just for You vor, gefolgt von Relentless (2009) und „Manhattan Romance“ (2014). Außerdem arbeitete sie in verschiedenen Bigbands, wie dem DIVA Jazz Orchestra, der Jimmy Heath Big Band, Roy Hargrove Big Band, dem Dizzy Gillespie All-Star Sextet und dessen All Star Big Band sowie im Jason Hainsworth Jazz Orchestra und im Joe Chambers Moving Pictures Orchestra (Live at Dizzy's Club Coca-Cola, 2011); außerdem spielte sie in kleineren Ensembles von Matt Garrison (Familiar Places, 2009), Harry Whitaker, Ingrid Jensen, Mark Whitfield und Michael Dease. 2013 trat sie mit den Dizzy Gillespie Alumni All-Stars um Lewis Nash, Terell Stafford und Roy Hargrove auf. Nach Tom Lord war sie zwischen 2007 und 2022 an 29 Aufnahmesessions beteiligt. Zu hören ist sie u. a. auch auf Johannes Wallmanns Album Precarious Towers (2022).
Cassity lehrt als Professorin Saxophon und Piano am Elgin Community College in Elgin, Illinois; 2016–17 war sie Professorin an der Qatar Music Academy in Doha, Qatar.

## Diskographische Hinweise
- Sharel Cassity & Elektra: Evolve (2017), mit Ingrid Jensen, Marcus Printup, Freddie Hendrix, Miki Hayama, Richard Johnson, Riza Printup, Linda Oh, Jonathan Barber, Lucianna Padmore, Christie Dashiell
- Fearless, mit Richard Johnson, Alexander Claffy, Mark Whitfield Jr.; (Relsha Music, 2020)[5]
- Rajiv Halim / Sharel Cassity / Greg Ward: Altoizm (Afar Music, 2021)